# Klasztor Benedyktynów w Opactwie
Zawartość tej strony może naruszać prawa autorskie.
Tekst źródłowy prawdopodobnie pochodzi z:
https://zabytek.pl/pl/obiekty/opactwo-zespol-klasztorny-benedyktynow-ob-kosciol-parafialny-p
1. Nie usuwaj tego szablonu. Zostanie on usunięty, jeżeli prawa autorskie tego artykułu zostaną wyjaśnione.
2. Jeżeli potrafisz, napisz artykuł tak, aby nie naruszał praw autorskich.
3. Jeżeli masz prawa autorskie do tej treści lub masz zgodę na publikację zgodną z naszą licencją, prosimy, napisz o tym na stronie dyskusji tego artykułu i na stronie Wikipedia:Lista NPA oraz zastosuj procedurę zamieszczania haseł wcześniej opublikowanych.
4. Artykuł zostanie usunięty, jeżeli status praw autorskich do zawartych w nim treści nie zostanie wyjaśniony.

Powielanie materiałów chronionych prawami autorskimi – bez zezwolenia właściciela tych praw – jest pogwałceniem obowiązującego prawa, jest też sprzeczne z ustaleniami Wikipedii. Osobom, które regularnie wstawiają takie materiały, może zostać odebrane uprawnienie edytowania Wikipedii.
Klasztor Benedyktynów w Opactwie – dawne opactwo benedyktynów z XVIII wieku w Opactwie w powiecie kozienickim, wpisane do rejestru zabytków nieruchomych województwa mazowieckiego.
Często nazywane klasztorem benedyktynów sieciechowskich, przez co mylnie umiejscawiane w sąsiedniej wsi Sieciechów lub Sieciechów-Opactwo.

## Historia
Klasztor w Opactwie założyli około 1122 roku benedyktyni, którzy zostali sprowadzeni z opactwa św. Idziego w Saint-Gilles przez cześnika Sieciechowicza, syna Sieciecha, palatyna Władysława Hermana. Przypuszcza się, że pierwotne zabudowania klasztorne były drewniane, natomiast murowany miał być jedynie romański kościół. Świadczą o tym fragmenty murów pozostałe w fundamentach istniejącego kościoła. Z badań wynika, że kościół romański miał długość 33 metrów i szerokość 8 metrów i zbudowano go około 1230 roku. W 1252 roku książę Bolesław Wstydliwy potwierdził nadania dla opactwa. W 1496 roku kościół przebudowano co potwierdza darowizna jaką przekazał Dersław z Chruślic w wysokości 50 grzywien. W 1580 roku kościół został inkastelowany przez opata Józefa Wereszczyńskiego. W 1682 roku kościół i klasztor spłonęły.
Obecne barokowe zabudowania klasztorne pochodzą z lat 1733-1767. W 1780 roku wybudowano refektarz, natomiast pałac opacki w 1800 roku. Z kolei barokowy kościół był wznoszony w latach 1739–1770 pod nadzorem opata Józefa Kurdwanowskiego i opata Wawrzyńca Bułharewicza, a prace wykończeniowe prowadził opat Leonard Prokopowicz. Dzięki niemu w latach 1769–1779 na wewnętrzne ściany świątyni trafiły malowidła.
Z klasztoru pochodził Mikołaj Stanisław Kieszkowski, jeden z najwybitniejszych polskich benedyktynów epoki nowożytnej.
W 1819 roku klasztor został skasowany przez władze rosyjskie, a cały jego majątek, z wyjątkiem samych zabudowań, suprymowano na rzecz trzech nowych biskupów. W latach 1879–1884 świątynia została odnowiona i przywrócona do użytku, lecz już jako kościół parafialny. Wówczas rozebrano też prawdopodobnie część południową klasztoru, pozostawiając jedynie kamienny mur, który łączył dawne skrzydło wschodnie z przeoratem. Pod koniec XIX wieku wzniesiono dzwonnicę i zachodnie ogrodzenie wraz z czterema kapliczkami.
Podczas I wojny światowej kościół i klasztor w 1915 roku uległy poważnemu zniszczeniu. W 1926 roku ukończono częściową odbudowę kościoła i niektórych budynków poklasztornych. Zrezygnowano z odtworzenia części południowo-zachodniej oraz skrzydła południowo-wschodniego, przez co pozostały one w stanie trwałej ruiny. Część terenu przykościelnego oraz dawny pałac opacki przeszły na własność państwa. Kościół doznał uszkodzeń także w trakcie II wojny światowej, odnowiono go w latach 1943–1946.

## Rejestr zabytków
Zespół klasztorny wpisano do rejestru zabytków nieruchomych województwa mazowieckiego pod numerami 314/A z 15 lutego 1967 oraz 146/A z 15 marca 1982. We wpisie wyszczególniono następujące elementy:
- kościół pw. Wniebowzięcia NMP, obecnie parafialny, 1739–1767
- klasztor, 1733
- dzwonnica, kamienna XIX wiek
- przeorat z 1733,  obecnie plebania
- pałac opacki z 1800, przebudowany w 1823, potem opuszczony. Po 1945 roku Państwowy Dom Dziecka.
- ogrodzenie murowane z kaplicami, 2 poł. XVIII wiek

## Galeria

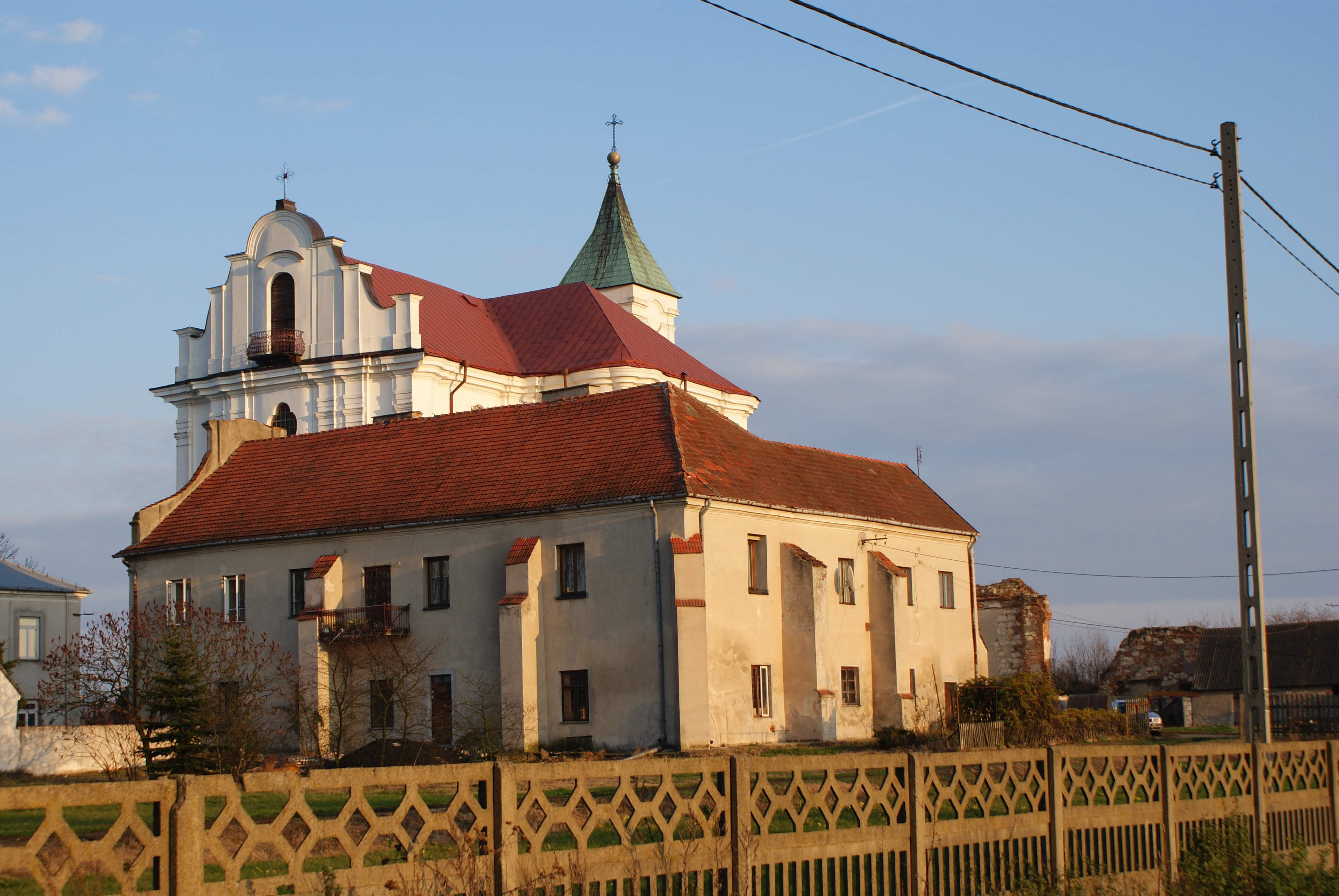
Opactwo – budynki klasztoru
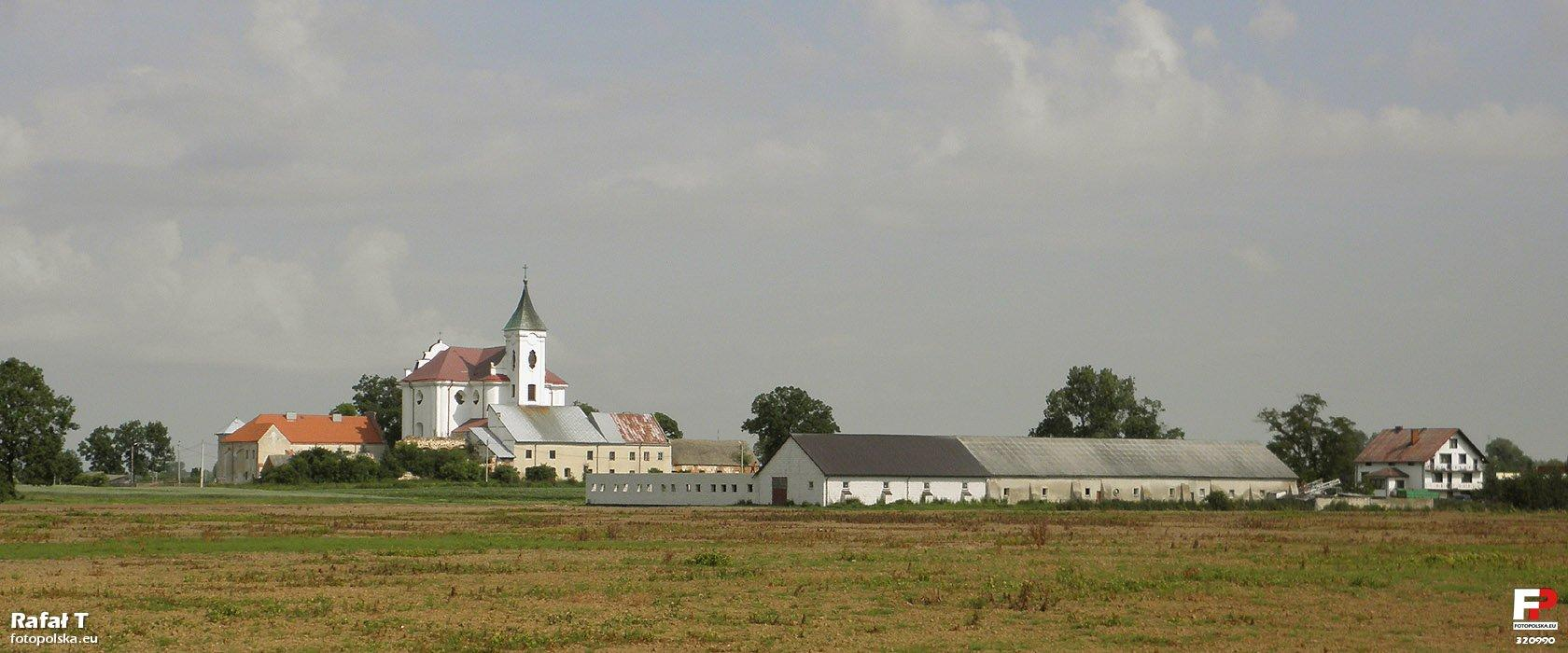
Opactwo
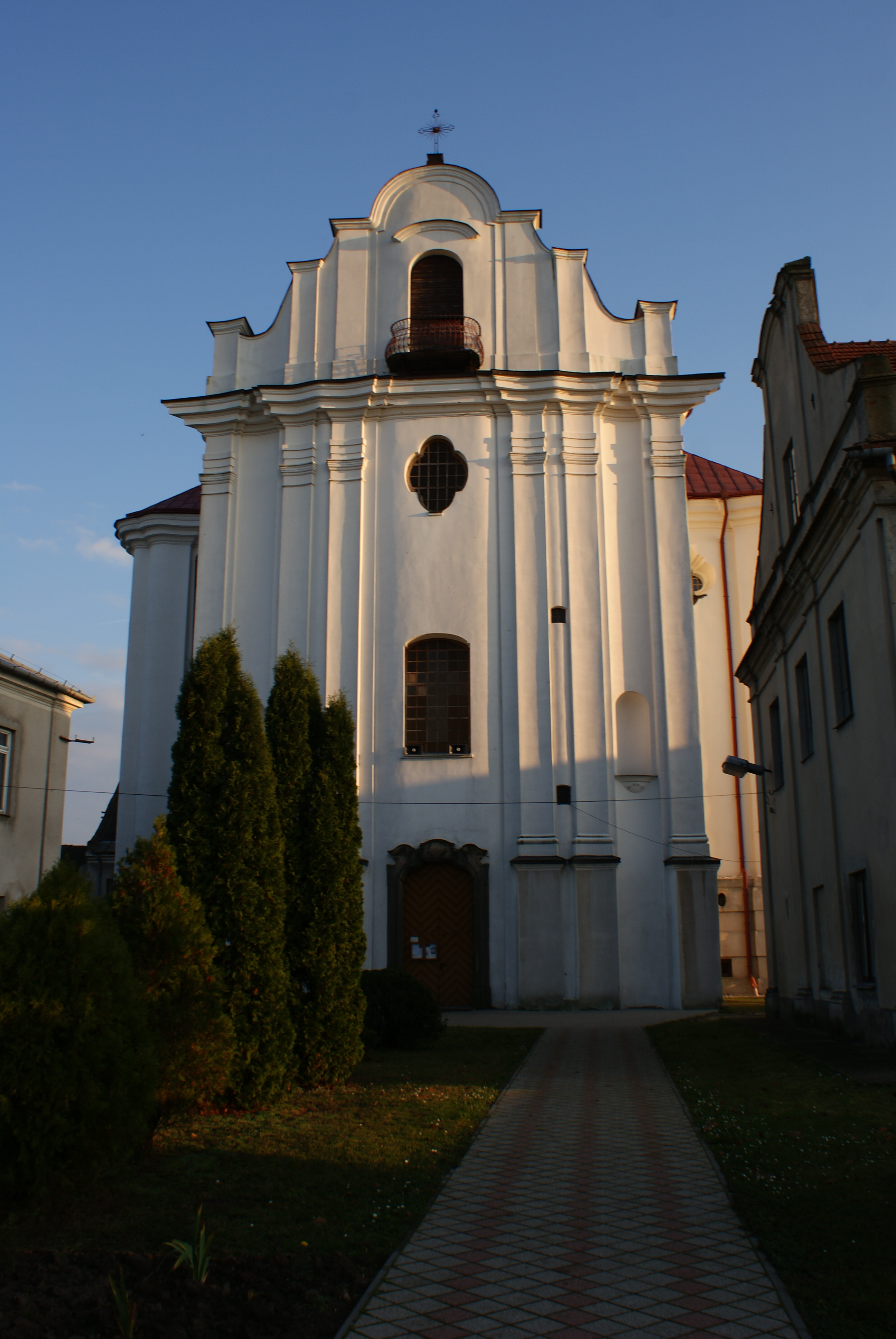
Fasada kościoła opactwa w stylu barokowym
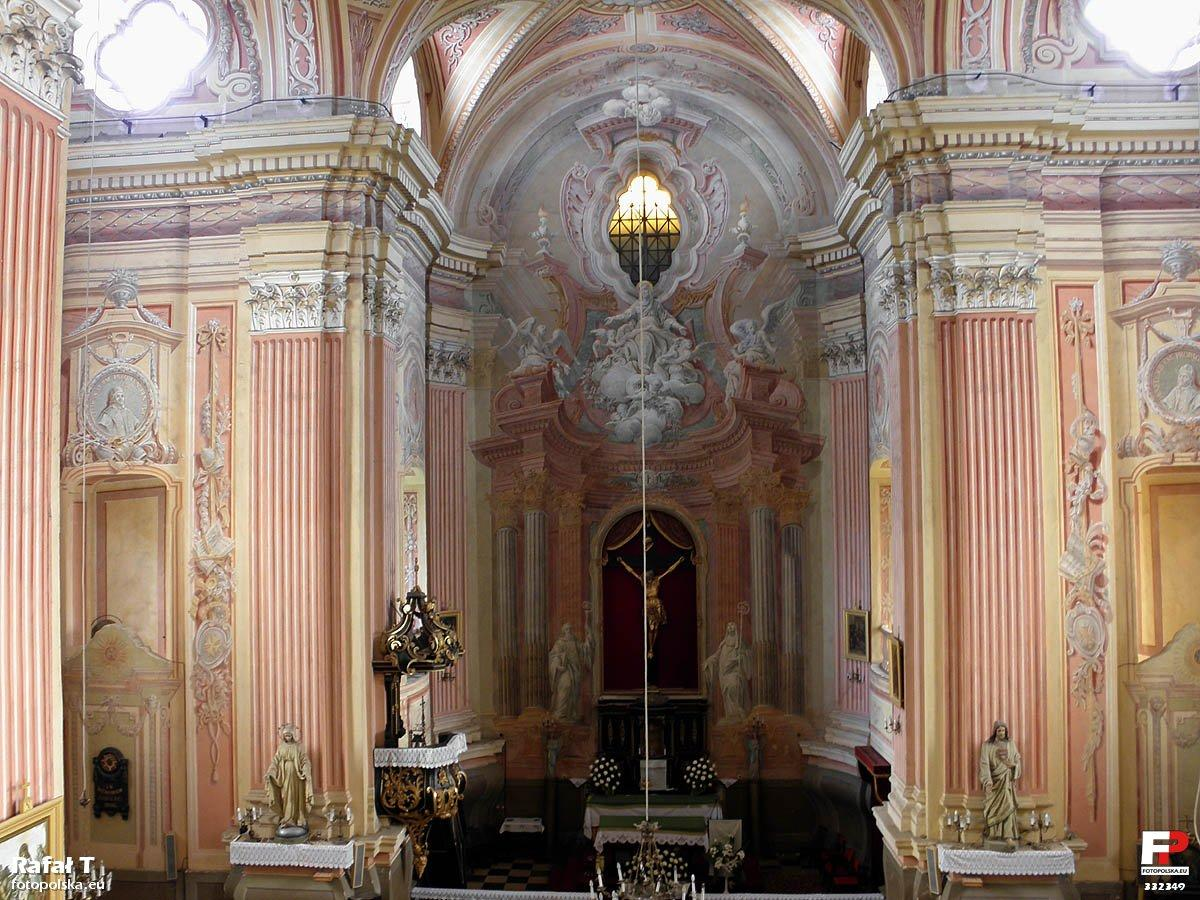
Barokowe wnętrze kościoła
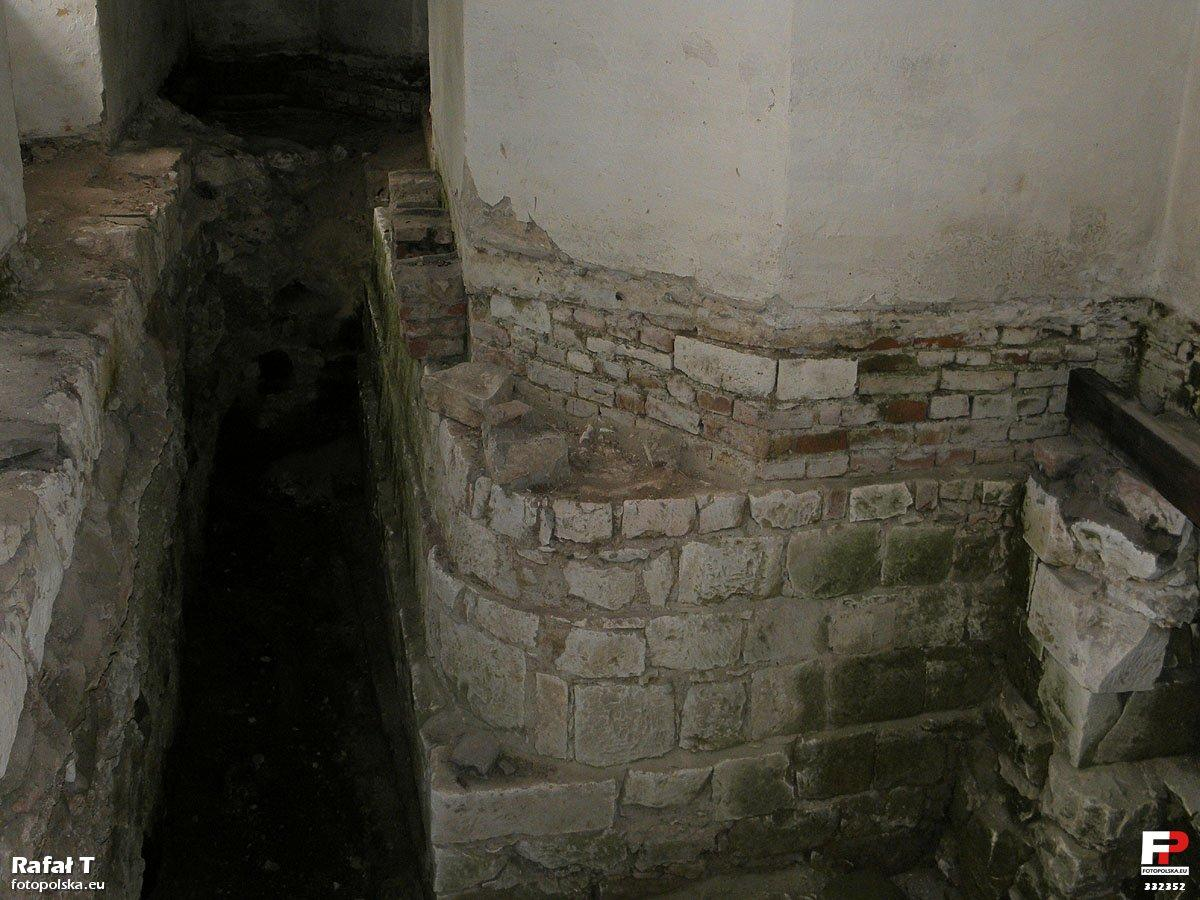
Mury romańskie z XIII wieku
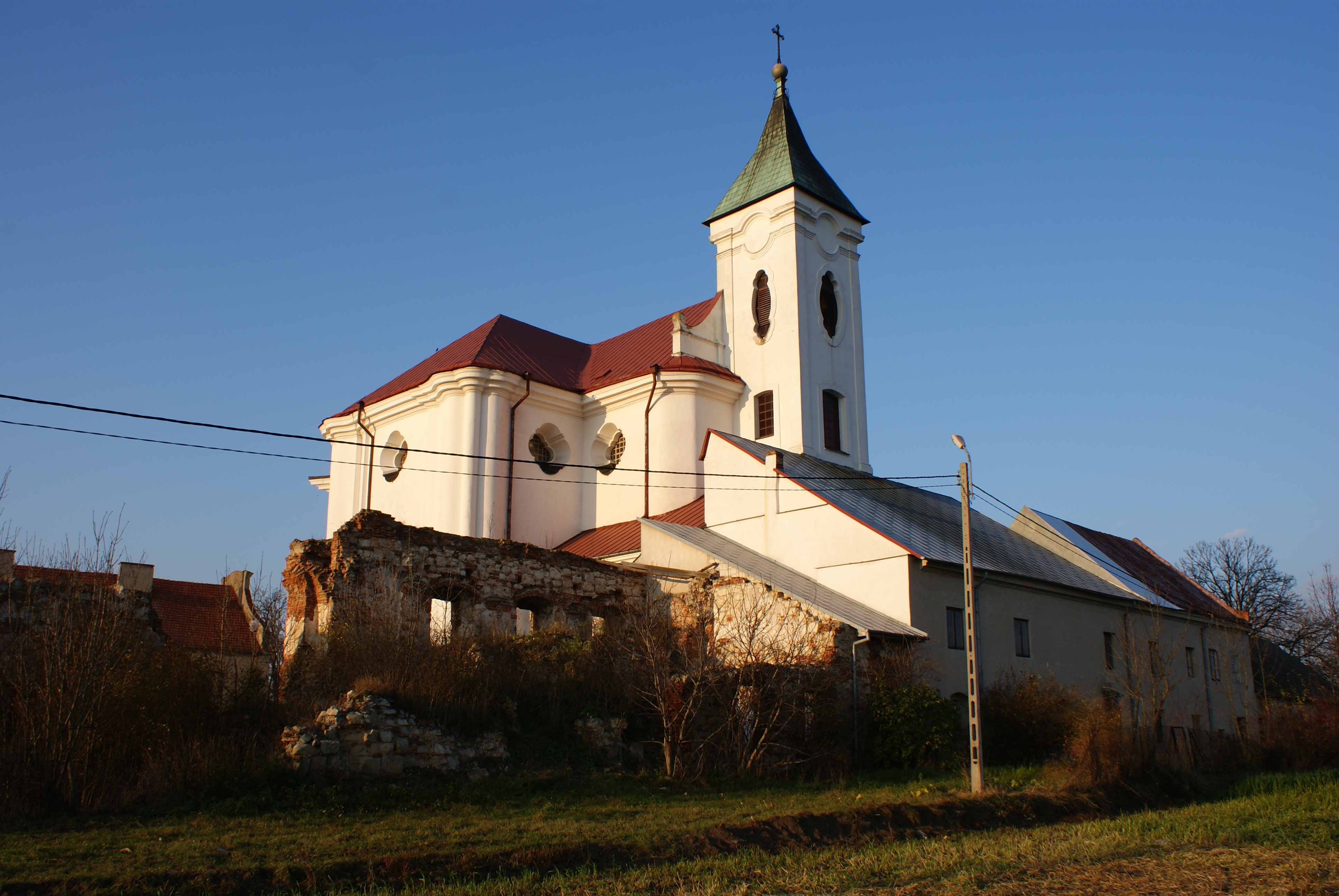
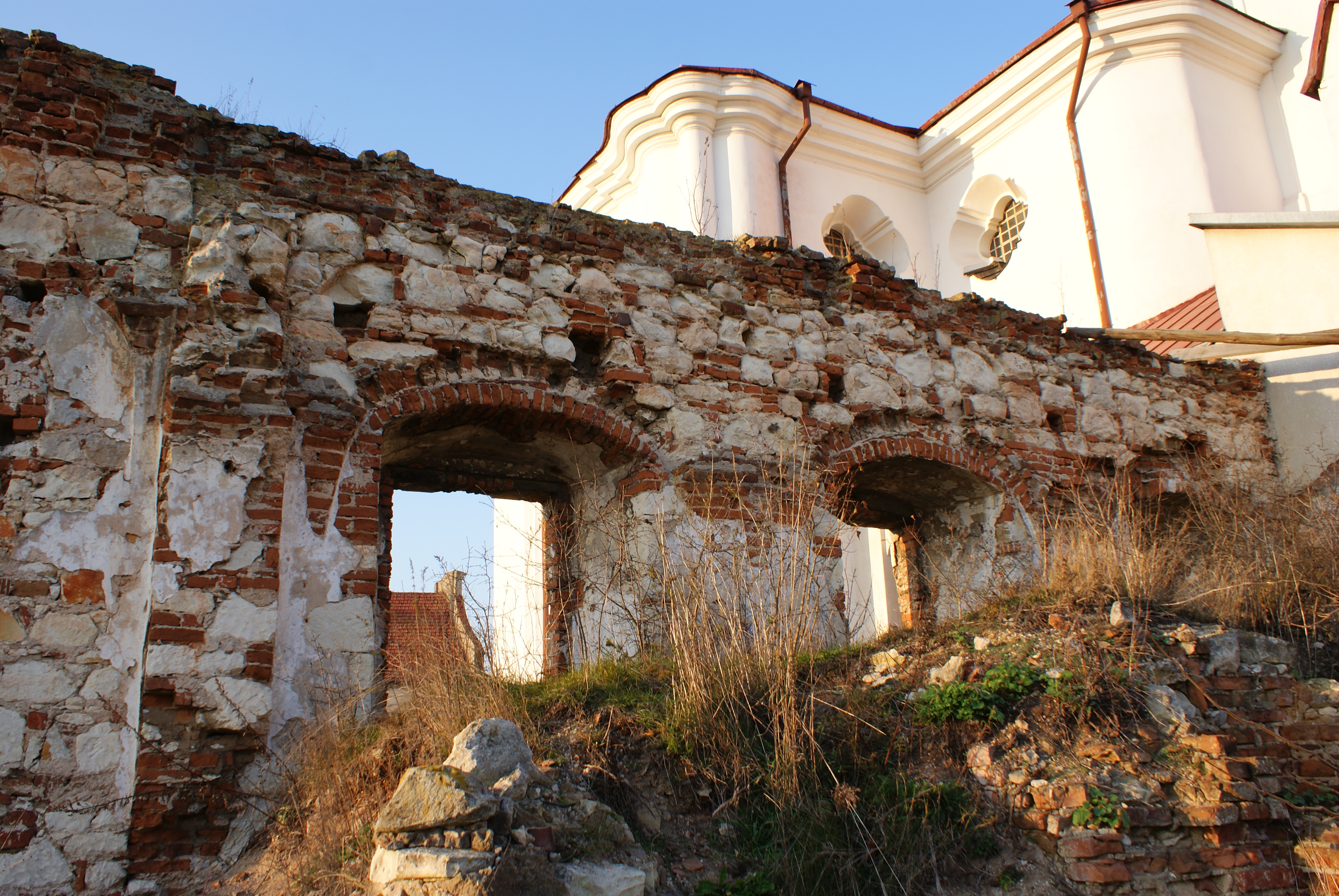
Ruiny klasztoru